# Grand Prix automobile de Malaisie 2006
GP précédent GP suivant

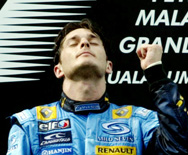
Fisichella, vainqueur du Grand Prix

Le Grand Prix automobile de Malaisie 2006 (2006 Formula 1 Petronas Malaysian Grand Prix), disputé sur le circuit international de Sepang le 19 avril 2006, est la 752e épreuve de l'histoire du championnat du monde de Formule 1 courue depuis 1950 et la seconde épreuve du championnat 2006.
Grâce à un sans-faute de la part de Fisichella et à un très bon départ de Fernando Alonso, Renault signe le doublé.

## Grille de départ
| Pos | Pilote               | Écurie              | Qualification 3 | Qualification 2 | Qualification 1 |
| --- | -------------------- | ------------------- | --------------- | --------------- | --------------- |
| 1   | Giancarlo Fisichella | Renault             | 1 min 33 s 840  | 1 min 33 s 623  | 1 min 35 s 488  |
| 2   | Jenson Button        | Honda               | 1 min 33 s 986  | 1 min 33 s 527  | 1 min 35 s 023  |
| 3   | Nico Rosberg         | Williams-Cosworth   | 1 min 34 s 626  | 1 min 34 s 563  | 1 min 35 s 105  |
| 4   | Mark Webber          | Williams-Cosworth   | 1 min 34 s 672  | 1 min 34 s 279  | 1 min 35 s 252  |
| 5   | Juan Pablo Montoya   | McLaren-Mercedes    | 1 min 34 s 916  | 1 min 34 s 568  | 1 min 34 s 536  |
| 6   | Kimi Räikkönen       | McLaren-Mercedes    | 1 min 34 s 983  | 1 min 34 s 351  | 1 min 34 s 667  |
| 7   | Fernando Alonso      | Renault             | 1 min 35 s 747  | 1 min 33 s 997  | 1 min 35 s 514  |
| 8   | Christian Klien      | Red Bull-Ferrari    | 1 min 38 s 715  | 1 min 34 s 537  | 1 min 35 s 171  |
| 9   | Jarno Trulli         | Toyota              |                 | 1 min 34 s 702  | 1 min 35 s 517  |
| 10  | Jacques Villeneuve   | BMW Sauber          |                 | 1 min 34 s 752  | 1 min 35 s 391  |
| 11  | Nick Heidfeld        | BMW Sauber          |                 | 1 min 34 s 783  | 1 min 35 s 588  |
| 12  | Scott Speed          | Toro Rosso-Cosworth |                 |                 | 1 min 36 s 297  |
| 13  | Vitantonio Liuzzi    | Toro Rosso-Cosworth |                 |                 | 1 min 36 s 581  |
| 14  | Michael Schumacher * | Ferrari             | 1 min 34 s 668  | 1 min 34 s 574  | 1 min 35 s 810  |
| 15  | Christijan Albers    | Midland-Toyota      |                 |                 | 1 min 37 s 426  |
| 16  | Tiago Monteiro       | Midland-Toyota      |                 |                 | 1 min 37 s 819  |
| 17  | Takuma Satō          | Super Aguri-Honda   |                 |                 | 1 min 39 s 011  |
| 18  | Yuji Ide             | Super Aguri-Honda   |                 |                 | 1 min 40 s 720  |
| 19  | David Coulthard *    | Red Bull-Ferrari    |                 | 1 min 34 s 614  | 1 min 34 s 839  |
| 20  | Rubens Barrichello * | Honda               |                 | 1 min 34 s 683  | 1 min 35 s 526  |
| 21  | Felipe Massa *       | Ferrari             |                 | Pas de temps    | 1 min 35 s 091  |
| 22  | Ralf Schumacher *    | Toyota              | Pas de temps    | 1 min 34 s 586  | 1 min 35 s 214  |

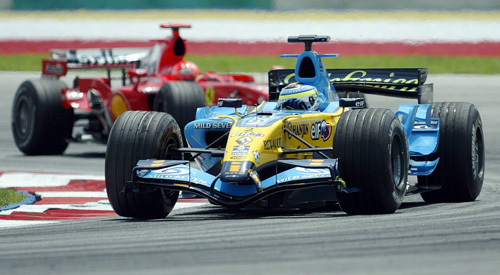
Fisichella, vainqueur sur Renault R26

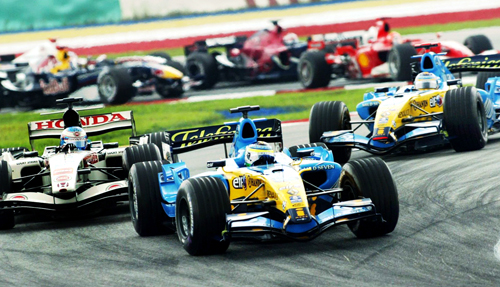
Le départ de l'épreuve

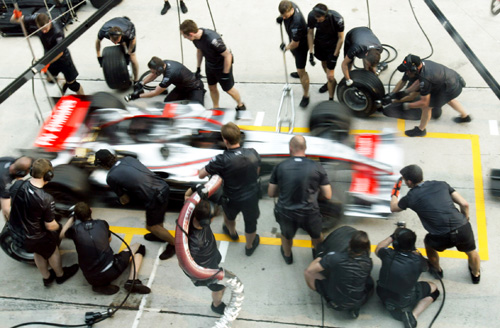
Pit-stop chez Mclaren

* : Pilotes qui ont reculé de 10 places sur la grille de départ pour avoir changé de moteur.

## Course

### Classement de la course
| Pos  | No | Pilote               | Écurie              | Tours | Temps/Abandon                      | Grille | Points |
| ---- | -- | -------------------- | ------------------- | ----- | ---------------------------------- | ------ | ------ |
| 1    | 2  | Giancarlo Fisichella | Renault             | 56    | 1 h 30 min 40 s 529 (205,397 km/h) | 1      | 10     |
| 2    | 1  | Fernando Alonso      | Renault             | 56    | + 4 s 585                          | 7      | 8      |
| 3    | 12 | Jenson Button        | Honda               | 56    | + 9 s 631                          | 2      | 6      |
| 4    | 4  | Juan Pablo Montoya   | McLaren-Mercedes    | 56    | + 39 s 351                         | 5      | 5      |
| 5    | 6  | Felipe Massa         | Ferrari             | 56    | + 43 s 254                         | 21     | 4      |
| 6    | 5  | Michael Schumacher   | Ferrari             | 56    | + 43 s 854                         | 14     | 3      |
| 7    | 17 | Jacques Villeneuve   | BMW Sauber          | 56    | + 1 min 20 s 461                   | 10     | 2      |
| 8    | 22 | Ralf Schumacher      | Toyota              | 56    | + 1 min 21 s 288                   | 22     | 1      |
| 9    | 8  | Jarno Trulli         | Toyota              | 55    | + 1 tour                           | 9      |        |
| 10   | 11 | Rubens Barrichello   | Honda               | 55    | + 1 tour                           | 20     |        |
| 11   | 20 | Vitantonio Liuzzi    | Toro Rosso-Cosworth | 54    | + 2 tours                          | 13     |        |
| 12   | 19 | Christijan Albers    | Midland-Toyota      | 54    | + 2 tours                          | 15     |        |
| 13   | 18 | Tiago Monteiro       | Midland-Toyota      | 54    | + 2 tours                          | 16     |        |
| 14   | 22 | Takuma Satō          | Super Aguri-Honda   | 53    | + 3 tours                          | 17     |        |
| Abd. | 16 | Nick Heidfeld        | BMW Sauber          | 48    | Moteur                             | 11     |        |
| Abd. | 21 | Scott Speed          | Toro Rosso-Cosworth | 41    | Embrayage                          | 12     |        |
| Abd. | 23 | Yuji Ide             | Super Aguri-Honda   | 33    | Mécanique                          | 18     |        |
| Abd. | 15 | Christian Klien      | Red Bull-Ferrari    | 26    | Hydraulique                        | 8      |        |
| Abd. | 9  | Mark Webber          | Williams-Cosworth   | 15    | Hydraulique                        | 4      |        |
| Abd. | 14 | David Coulthard      | Red Bull-Ferrari    | 10    | Hydraulique                        | 19     |        |
| Abd. | 10 | Nico Rosberg         | Williams-Cosworth   | 6     | Moteur                             | 3      |        |
| Abd. | 3  | Kimi Räikkönen       | McLaren-Mercedes    | 0     | Accident                           | 6      |        |

### Pole position et record du tour
- Pole position :  Giancarlo Fisichella (Renault) en 1 min 33 s 840 (vitesse moyenne : 212,647 km/h)[1].
- Meilleur tour en course :  Fernando Alonso (Renault) en 1 min 34 s 803 (vitesse moyenne : 210,487 km/h) au quarante-cinquième tour[2].

### Tours en tête
- Giancarlo Fisichella (Renault) : 42 tours (1–17 / 27–38 / 44–56) ;
- Fernando Alonso (Renault) : 12 tours (20–26 / 39–43) ;
- Jenson Button (Honda) : 2 tours (18-19)[3].

## Classements généraux à l'issue de la course
| Pos | Pilote               | Écurie            | Points |
| --- | -------------------- | ----------------- | ------ |
| 1   | Fernando Alonso      | Renault           | 18     |
| 2   | Michael Schumacher   | Ferrari           | 11     |
| 3   | Jenson Button        | Honda             | 11     |
| 4   | Giancarlo Fisichella | Renault           | 10     |
| 5   | Juan Pablo Montoya   | McLaren-Mercedes  | 9      |
| 6   | Kimi Räikkönen       | McLaren-Mercedes  | 6      |
| 7   | Felipe Massa         | Ferrari           | 4      |
| 8   | Mark Webber          | Williams-Cosworth | 3      |
| 9   | Nico Rosberg         | Williams-Cosworth | 2      |
| 10  | Jacques Villeneuve   | BMW Sauber        | 2      |
| 11  | Ralf Schumacher      | Toyota            | 1      |
| 12  | Christian Klien      | Red Bull-Ferrari  | 1      |

| Pos | Écurie            | Points |
| --- | ----------------- | ------ |
| 1   | Renault           | 28     |
| 2   | McLaren-Mercedes  | 15     |
| 3   | Ferrari           | 15     |
| 4   | Honda             | 11     |
| 5   | Williams-Cosworth | 5      |
| 6   | BMW Sauber        | 2      |
| 7   | Toyota            | 1      |
| 8   | Red Bull-Ferrari  | 1      |

## Statistiques
- 3e victoire de sa carrière pour Giancarlo Fisichella.
- 27e victoire pour Renault en tant que constructeur.
- 107e victoire pour Renault en tant que motoriste.
- 2e doublé de Renault en F1, après celui de René Arnoux devant Alain Prost lors du Grand Prix de France 1982.
- 200e Grand Prix disputé par le manufacturier de pneus Michelin.
- En menant la course pendant 42 tours (233 km), Giancarlo Fisichella passe la barre des 1 000 km en tête d'un Grand Prix de Formule 1 (1 007 km).